# Masterpiece (álbum de Big Thief)
Masterpiece es el álbum de estudio debut de la banda estadounidense Big Thief, publicado a través de Saddle Creek Records el 27 de mayo de 2016.

## Grabación
Masterpiece se grabó del 1 al 12 de julio de 2015 en el lago Champlain en Essex, Nueva York.

## Recepción de la crítica
Masterpiece recibió críticas generalmente positivas. En Metacritic, el álbum obtuvo un puntaje promedio de 79 sobre 100, basado en 14 críticas, lo cual indica “reseñas generalmente favorables”. Jill Mapes, escribiendo para Pitchfork, le otorgó una calificación de 7.7/10 y comentó: “En comparación con su trabajo simplificado anterior a Big Thief – donde a veces suena más tranquila, dulce y un poco más vibrante – Lenker canta con más peso aquí, impulsada por el gran sonido que hace la banda cuando toca detrás de ella”. Juan Edgardo Rodríguez de PopMatters dijo que la composición de música del álbum “juega generalmente al servicio de los retratos de combustión lenta de Lenker, aunque hay momentos en Masterpiece donde se lanzan de cabeza a un sonido sónico satisfactorio”.
Marcy Donelson, escribiendo para AllMusic, catalogó al álbum como “una mezcla equilibrada de ritmos enérgicos y exploraciones melancólicas”, añadiendo que el álbum, “es una expresión ingeniosa de pared a pared que encuentra a una compositora prosperando como parte de un cuarteto”. El sitio web Sputnikmusic escribió: “Con un lirismo crudo y un sentido de la melodía increíblemente fuerte, Masterpiece de Big Thief contiene casi todo lo que uno podría esperar de un álbum debut. Las melodías brumosas pero sólidas emiten vibraciones de una banda mucho más antigua, lo que solo eleva el listón de las expectativas para el segundo esfuerzo del grupo”. Sam Walker-Smart de la revista Clash escribió: “En pocas palabras, el debut de Big Thief es una sorpresa muy agradable; un rico tesoro de historia y seducción. Siendo humanos, nos gustan las historias, y esta colección de doce canciones afortunadamente está llena de ellas, cada canción es un pequeño mundo para explorar”.
Jon Dolan de Rolling Stone declaró: “Las canciones más suaves y acústicas recuerdan el pasado formativo de la cantante de folk de Lenker. Pero ha encontrado la banda adecuada en Big Thief”. Cory Healy, escribiendo para la revista Paste, le dio una calificación de 8.2/10 y comentó que la banda “finalmente logra los diferentes tonos de cálculo y la auto-introspección en su debut en Saddle Creek. Muchos oyentes sin duda se identificarán y verán piezas de sus propias luchas dentro de este álbum. A pesar de un ligero retraso hacia el final, Masterpiece hace apego a su apelativo”.

## Lista de canciones
Todas las canciones escritas y compuestas por Adrianne Lenker.
1. «Little Arrow» – 1:58
2. «Masterpiece» – 3:51
3. «Vegas» – 2:19
4. «Real Love» – 4:17
5. «Interstate» – 3:24
6. «Lorraine» – 1:53
7. «Paul» – 3:04
8. «Humans» – 3:23
9. «Velvet Ring» – 2:36
10. «Animals» – 2:59
11. «Randy» – 3:09
12. «Parallels» – 4:23

## Créditos
Créditos adaptados desde las notas de álbum.
- Adrianne Lenker – guitarra, voces
- Buck Meek – guitarra líder, voces
- Max Oleartchik – guitarra bajo
- Jason Burger – batería
- Andrew Sarlo – productor, mezclas, fotografías
- James Krivchenia – ingeniero de audio, productor adicional
- Sarah Register – masterización
- Jadon Ulrich – diseño de portada
- Matteo Spaccarelli – voces adicionales (5)